# Kitty Rix-Tichacek
Kitty Rix-Tichacek (* 10. Februar 1901 in Wien; † 1951 in den USA) war eine österreichische Keramikerin. Sie entwarf für die Wiener Werkstätte sowohl figürliche und szenische Keramiken als auch Gefäße, Lampenfüße, Kerzenständer und Bücherstützen.

## Leben und Werk
Katharina Laura Rix war die Tochter von Valerie Rix, geborene Löwy (* 1875) und dem Unternehmer und kurzzeitigen Geschäftsführers der Wiener Werkstätte Julius Rix (1858–1927). Sie war die jüngste Schwester der Malerin, Grafikerin und Textilkünstlerin Felice Rix. An der 1920 gegründeten Wienerberger Werkstättenschule für Keramik, die von Robert Obsieger geleitet wurde, absolvierte Kitty Rix eine dreijährige Ausbildung. Von Mai 1924 bis Mai 1928 war sie Mitglied der Entwurfsabteilung der Wiener Werkstätte. Ein erster ihrer Entwürfe ist 1924 in den Modellbüchern verzeichnet. Kitty Rix löste wohl ab diesem Zeitpunkt ihre Schwester Felice ab, die von 1917 bis 1923 für die Werkstätte tätig war und sich danach mit ihrem Mann in Japan niederließ. Ihr Monogramm bei der Wiener Werkstätte bestand aus den Buchstaben KR mit einer Rahmung aus Quadraten und Linien. 1925 nahm Kitty Rix an der Weltausstellung in Paris im Bereich der „Deutschen Frauenkunst“ teil. In der Kunstgewerbeschule Wien hospitierte sie 1926 bei Eduard Josef Wimmer-Wisgrill in der Modewerkstätte. Im Jahr 1928 heiratete Rix den Architekten Paul Tichacek (* 1900). In der Berliner Zweigniederlassung der Wiener Werkstätte wurden im Jahr 1930 auch Objekte der Keramikerin vertrieben. 1931 gestaltete sie ihre letzten Keramiken für die Wiener Werkstätte. Die gebürtige Jüdin, die sich im Jahre 1923 von ihrer Konfessionszugehörigkeit gelöst hatte, emigrierte zu einem bisher nicht bekannten Zeitpunkt nach San Francisco.
Rix war Mitglied im Österreichischen Werkbund.

### Arbeiten (Auswahl)
- um 1924: Vase, Modellnummer: OK 5666[4]
- 1927: „Weihwasserkessel“[5]
- 1927: „Vase“, Modellnummer: OK 5648[6]
- 1927: „Lampenfuß rund“, Modellnummer: K 306[7]
- 1927/28: „Tintenfaß“ Pferd, „Aschenschale mit Aschentöter“ Katze, „Tintenfaß“ Fisch, Modellnummer: K 317, K 427, K 316[8]
- 1928: „Pferdekutsche“ Pferdeschlitten, Modellnummer: OK 5986[9]
- 1928: „Gruppe“ mit Balkon und Kaktus, Modellnummer: OK 5998[10]
- 1928: „Kahnfahrt“ vier Figuren in einem Boot, Modellnummer: OK 6001[11]
- 1928: „Tierfigur“ Löwe, Modellnummer: OK 6005[12]
- 1928: „Gruppe“ Pferd mit zwei Reitern, Modellnummer: OK 6010[13]
- 1928: „Aschenschale“, Modellnummer: K 449[14]
- 1928: „Lampenfuß“ Figur, Modellnummer: K 519[15]
- 1929: Frau an Töpferscheibe[16]
- 1929: „Gruppe“ zwei Schifahrer, Modellnummer: K 574[17]
- 1929: „Gruppe“ drei Ballspieler, Modellnummer: K 587[18]
- 1929: „Gruppe“ zwei Tennisspieler, Modellnummer: K 611[19]
- 1929: „Buchständer“ Löwe mit Reiter und Reiterin, Modellnummer: K 623, K 624[20]
- 1929: „Bücherständer“ Figurengruppe, Modellnummer: K 634[21]
- 1929: „Schale“ Katze, Modellnummer: K 646[22]
- 1929: „Gruppe“ zwei Schlittenfahrer, Modellnummer: K 673[23]

## Ausstellungen (Auswahl)
- 1925: Exposition internationale des arts décoratifs et industriels modernes, Paris
- 1925: Deutsche Frauenkunst, Künstlerhaus Wien
- 1925/26: Christliche Kunst, 86. Secessionsausstellung
- 1926: Kunstschau, Künstlerhaus Wien
- 1928: International Exhibition of Ceramic Art, Metropolitan Museum of Art, New York
- 1929/30: Wiener Raumkünstler, Österreichisches Museum für Kunst und Industrie

Posthum
- 2016/17: Die bessere Hälfte. Jüdische Künstlerinnen bis 1938. Jüdisches Museum Wien[24]
- 2021: Die Frauen der Wiener Werkstätte, MAK – Museum für angewandte Kunst Wien[25]
- Dauerausstellung: Passauer Glasmuseum[26]

## Auszeichnungen
- 1925: Exposition Internationale des Arts Décoratifs Paris